# Argentinisch-schweizerische Beziehungen

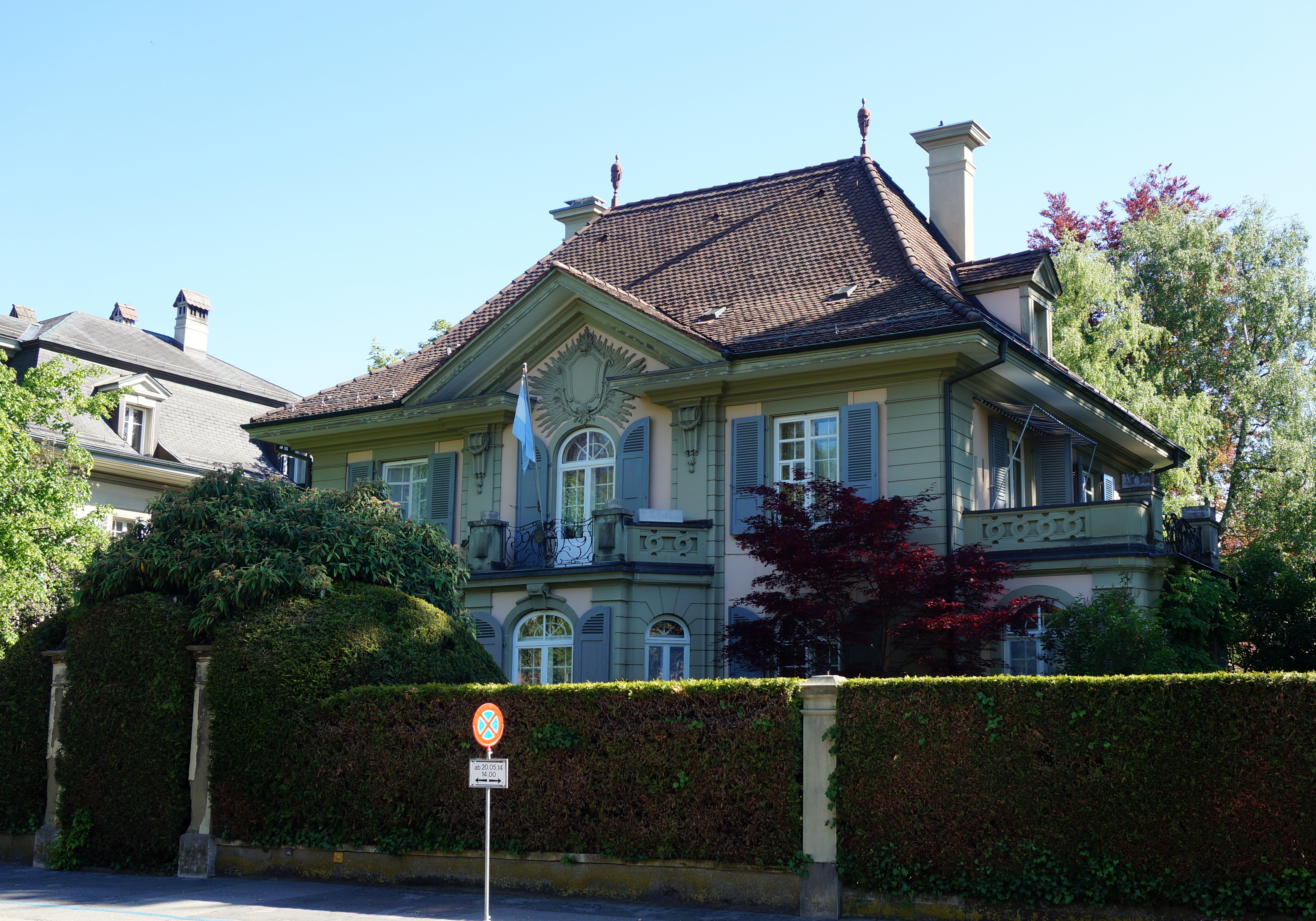
Argentinische Botschaft in Bern

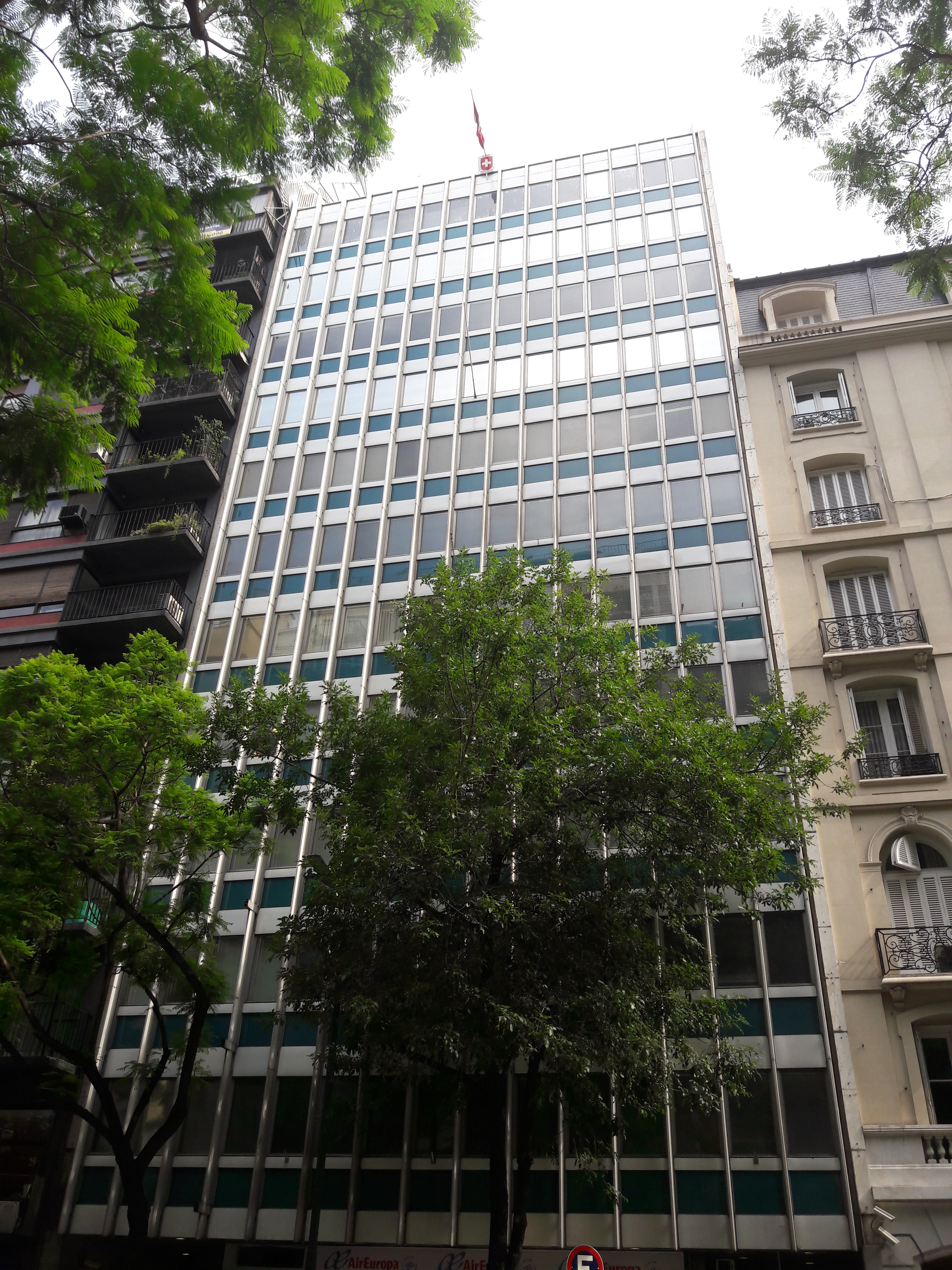
Schweizer Botschaft in Buenos Aires

Die argentinisch-schweizerischen Beziehungen entwickelten sich seit der Unabhängigkeit Argentiniens von Spanien.

## Diplomatische Beziehungen
Die Schweiz unterhält seit 1834 ein Konsulat in Buenos Aires. 1891 eröffnete sie dort die erste diplomatische Vertretung in Südamerika.

## Wirtschaftliche Beziehungen
Vor der Unabhängigkeit Argentiniens waren die Handelsbeziehungen nahezu bedeutungslos. Der Gütertransport unterstand der Kontrolle Spaniens, das den direkten Handel der Vizekönigreiche mit Drittstaaten verboten hatte. Die Eröffnung eines Zweigunternehmens in Buenos Aires in den 1820er-Jahren durch eine Gruppe Schweizer Textilfabrikanten markiert den Beginn argentinisch-schweizerischen Handelsbeziehungen.
Im Jahr 2016 importierte die Schweiz Güter im Wert von 1,3 Milliarden Franken, vor allem Edelmetalle und landwirtschaftliche Produkte, aus Argentinien. Die Schweizer Exporte nach Argentinien beliefen sich auf 664 Millionen Franken und betrafen hauptsächlich pharmazeutische und chemische Produkte, Maschinen und Uhren.